# Mário César Flores
Mário César Flores (Itajaí, 27 de fevereiro de 1931 - Rio de Janeiro, 1 de agosto de 2019) foi um almirante-de-esquadra brasileiro. Foi ministro da Marinha no governo de Fernando Collor de Mello, de 15 de março de 1990 a 8 de outubro de 1992. 
Destaque para o papel que ele exerceu durante o processo de impeachment de Fernando Collor. O falecido almirante desempenhou papel fundamental para assegurar a transição do presidente que acabou renunciando para o que assumiu, Itamar Franco, eleito vice-presidente. 
Mário Flores foi um dos protagonistas no sentido de pavimentar a posse de Itamar dentro dos parâmetros constitucionais, sobretudo junto aos militares. Certamente, pela delicadeza daquele momento, foi a maior contribuição do itajaiense à democracia brasileira.
Aspirante à Marinha de Guerra ingressou na Escola Naval em março de 1947. Guarda-marinha em abril de 1952, foi promovido a segundo tenente em maio do ano seguinte, e a primeiro tenente em novembro de 1954. Capitão tenente desde abril de 1957, exerceu o comando do navio-tanque Garcia d’Avila, da Flotilha do Amazonas, de abril de 1959 até outubro de 1960. Capitão de corveta em maio de 1962 e capitão de fragata em setembro de 1966 comandou o navio oficina Belmonte de abril de 1971 a abril de 1972. Nesse período, ainda em outubro de 1971, foi promovido a capitão-de-mar-e-guerra.

## Vida e carreira
Em janeiro de 1973 assumiu o comando da Base Naval de Aratu, em Salvador, função que acumulou a partir de agosto de 1974 com o comando do Grupamento Naval do Leste, cargos que manteve até fevereiro de 1975. Nomeado adido naval em Buenos Aires e Montevidéo, permaneceu na capital uruguaia até novembro de 1977, e na capital argentina até setembro de 1978. Em novembro deste ano foi promovido a contra-almirante.
De agosto de 1982 a janeiro de 1984 comandou a Força de Apoio da Marinha. Em janeiro de 1984 foi designado diretor da Escola de Guerra Naval (EGN). Em março tornou-se vice-almirante. Designado diretor do Ensino da Marinha, acumulou os dois cargos de fevereiro a dezembro de 1986.
Em março de 1987 assumiu o comando da Esquadra e em novembro foi promovido a almirante-de-esquadra. Designado diretor-geral do Material da Marinha em dezembro, acumulou as funções durante 18 dias, só se desligando da esquadra em janeiro de 1988. De março de 1989 a março de 1990, sob a presidência de José Sarney (1985-1990) e sendo ministro da Marinha Henrique Sabóia, exerceu a chefia do Estado-Maior da Armada, em substituição ao almirante Hugo Stoffel. Com a posse do presidente Fernando Collor de Melo (1989-1992) ascendeu ao Ministério da Marinha.
Considerado um liberal por seus companheiros e tido como um dos maiores estrategistas da força naval, Mário Cesar Flores preocupou-se com o reequipamento da frota e foi um dos responsáveis pela instalação do Centro de Pesquisas da Marinha, em Iperó, no interior do estado de São Paulo, onde se desenvolveram estudos sobre a utilização da energia nuclear em submarinos. Entusiasta dessa tecnologia - que considerava ser um dos passaportes para o Primeiro Mundo - em março de 1991 envolveu-se numa polêmica com o ministro das Relações Exteriores, Francisco Rezek, que questionou publicamente os projetos em andamento na Marinha. Três meses depois, em depoimento à comissão parlamentar de inquérito que avaliava as causas do atraso científico e tecnológico do país, Flores prestou contas do montante de investimentos realizados pelo Ministério da Marinha ao longo de 12 anos na área nuclear, ressaltando a necessidade de ‘uma política de investimentos contínuos com recursos estáveis’.
Graças ao bom trânsito que tinha no Congresso, durante o segundo semestre de 1992, no curso dos trabalhos da CPI responsável pelas investigações da rede de corrupção montada a nível federal, comprometendo diretamente o presidente da República e resultando na abertura de um processo de impeachment contra Fernando Collor de Melo, o almirante Flores manteve entendimentos com o grupo de parlamentares que negociou reservadamente a transferência temporária do poder para o vice Itamar Franco.
Após a renúncia de Collor, em outubro de 1992, Mário Cesar Flores deixou a pasta da Marinha por conta da completa reforma ministerial que se seguiu à posse de Itamar Franco (1992-1994), em 2 de outubro. Substituiu-o o almirante Ivan Serpa.
Único integrante da equipe do primeiro escalão do presidente afastado convidado a permanecer no novo governo, Flores foi nomeado para a Secretaria de Assuntos Estratégicos (SAE), órgão de inteligência do governo, herdeiro do antigo Serviço Nacional de Informações - extinto em 1990 - e à frente da qual estivera até então Eliezer Batista.
Na SAE, suas atribuições incluiriam além da eliminação do maior número possível de ‘arapongas’ - apelido dos quase dois mil agentes do antigo SNI, espalhados por todo o país, incumbidos manter sob vigilância grupos subversivos atuantes durante o regime militar - o estudo de áreas sensíveis, como energia nuclear, projetos de desenvolvimento estratégico e ligados à segurança nacional. Em declarações á imprensa, em 18 de outubro de 1992, Flores garantiu que não havia qualquer semelhança entre as atividades da SAE - que considerava úteis e saudáveis - e as práticas dos órgãos de inteligência e informação existentes no regime militar (1964-1985).
Por ser da competência da secretaria, o almirante empenhou-se na criação de um esquema de ocupação e defesa da Amazônia, inclusive a sua vigilância aérea, mesmo desconsiderando a possibilidade de invasão estrangeira. Principal articulador do Projeto SIVAM (Sistema de Vigilância da Amazônia), Flores defendeu ‘a revisão do atual método de proteção das comunidades indígenas, que não deveriam inibir a ação do Estado’.
Em outubro de 1993, numa palestra sobre revisão constitucional na qual defendeu o monopólio estatal no setor de exploração de petróleo e a abertura do mercado na área de telecomunicações, Flores tornou-se pivô de um ligeiro constrangimento ao admitir que diante da crise que o país atravessava ‘a sociedade pode(ria) exigir soluções heterodoxas’. O mal entendido foi desfeito no dia seguinte à publicação de suas declarações pelos jornais, através de uma carta enviada ao presidente, na qual o almirante se dizia vítima de ‘deturpação do discurso’ e refutava qualquer possibilidade de ocorrência de um golpe militar.
Em dezembro de 1994, ao final do governo Itamar Franco, foi desligado da chefia da SAE. Mesmo fora do governo continuou a ser uma espécie de porta-voz do projeto SIVAM, que a partir de 1995 tornou-se fonte de suspeitas de superfaturamento e de favorecimento da empresa norte-americana Raytheon, em detrimento de concorrente francesa, Thomson. Em declarações prestadas perante a comissão especial do Senado que investigou tais denúncias, Flores confirmou que ‘o governo Itamar sofrera pressões dos Estados Unidos e da França, mas garantiu desconhecer uma suposta carta enviada a Itamar pelo presidente norte-americano Bill Clinton, pedindo ‘atenção especial’ à proposta da Raytheon.
Publicou diversos trabalhos em jornais e revistas editadas pela própria Marinha e por universidades sobre temas relacionados a estratégias militares de combate e relações internacionais.
Casado com Doris Xavier Flores, teve três filhos.